# Cassowary Coast Region
Koordinaten: 18° 5′ S, 145° 51′ O

Die Cassowary Coast Region ist ein lokales Verwaltungsgebiet (LGA) im australischen Bundesstaat Queensland. Das Gebiet ist 4688 km² groß und hat etwa 28 000 Einwohner.

## Geografie
Die Region liegt an der Nordostküste des Staats etwa 1320 km nördlich der Hauptstadt Brisbane und 75 km südlich von Cairns.
Größte Ortschaft und Verwaltungssitz der LGA ist Innisfail mit etwa 8300 Einwohnern. Zur Region gehören folgende Stadtteile und Ortschaften: Bamboo Creek, Basilisk, Belvedere, Bilyana, Bingil Bay, Birkalla, Bombeeta, Boogan, Bulgun, Camp Creek, Cardstone, Cardwell, Carmoo, Carruchan, Coconuts, Comoon Loop, Cooroo Lands, Coorumba, Coquette Point, Cowley, Cowley Beach, Cowley Creek, Cullinane, Currajah, Damper Creek, Daradgee, Daveson, Dingo Pocket, Djarawong, Djiru, East Feluga, East Innisfail, East Palmerston, Eaton, El Arish, Ellerbeck, Etty Bay, Eubenangee, Euramo, Feluga, Fitzgerald Creek, Flying Fish Point, Friday Pocket, Garners Beach, Garradunga, Germantown, Goolboo, Goondi, Goondi Bend, Goondi Hill, Granadilla, Hudson, Hull Heads, Innisfail, Innisfail Estate, Jaffa, Japoonvale, Jarra Creek, Jubilee Heights, Kennedy, Kooroomool, Kurrimine Beach, Lower Cowley, Lower Tully, Lumholtz, Maadi, Mamu, Maria Creeks, Martyville, Mccutcheon, Mena Creek, Merryburn, Midgenoo, Midgeree Bar, Mighell, Mission Beach, Moresby, Mount Mackay, Mourilyan, Mourilyan Harbour, Mundoo, Munro Plains, Murray Upper, Murrigal, Nerada, New Harbourline, Ngatjan, No 4 Branch, No 5 Branch, No 6 Branch, Obriens Hill, Pin Gin Hill, Rockingham, Rungoo, Sandy Pocket, Shell Pocket, Silkwood, Silky Oak, South Innisfail, South Johnstone, South Mission, Stockton, Stoters Hill, Sundown, Tam Oshanter, Tully, Tully Heads, Upper Daradgee, Utchee Creek, Vasa Views, Walter Hill, Walter Lever Estate, Wangan, Wanjuru, Warrami, Warrubullen, Webb und Wongaling Beach.

## Geschichte
Die heutige Cassowary Coast Region entstand 2008 aus den beiden Shires Cardwell und Johnstone.

## Verwaltung
Der Cassowary Coast Regional Council hat sieben Mitglieder. Sechs Councillor werden von den Bewohnern der sechs Divisions (Wahlbezirke) gewählt. Der Ratsvorsitzende und Mayor (Bürgermeister) wird zusätzlich von allen Bewohnern der Region gewählt.